# Геркінген
Геркінген (нім. Härkingen) — громада  в Швейцарії в кантоні Золотурн, округ Гой.

## Географія
Громада розташована на відстані близько 50 км на північний схід від Берна, 24 км на північний схід від Золотурна.
Геркінген має площу 5,5 км², з яких на 27% дозволяється будівництво (житлове та будівництво доріг), 51,2% використовуються в сільськогосподарських цілях, 21,8% зайнято лісами, 0% не є продуктивними (річки, льодовики або гори).

## Демографія
2019 року в громаді мешкало 1638 осіб (+23% порівняно з 2010 роком), іноземців було 16,7%. Густота населення становила 297 осіб/км².
За віковим діапазоном населення розподілялося таким чином: 20,3% — особи молодші 20 років, 66,1% — особи у віці 20—64 років, 13,7% — особи у віці 65 років та старші. Було 704 помешкань (у середньому 2,3 особи в помешканні).
Із загальної кількості 3268 працюючих 28 було зайнятих в первинному секторі, 329 — в обробній промисловості, 2911 — в галузі послуг.